# Met eervol ontslag
Met eervol ontslag is een hoorspel naar het toneelstuk The Browning Version van Terence Rattigan, dat voor het eerst in 1948 werd opgevoerd in Londen. Het werd bewerkt door Aad de Vlugt en bevat een slotscène die ontleend is aan de gelijknamige film van Anthony Asquith (1951). De VARA zond het uit op woensdag 10 juni 1963 en de regisseur was S. de Vries jr. Het duurde 79 minuten.

## Rolbezetting
- Ko van Dijk (Andrew Crocker-Harris)
- Peronne Hosang (Millie, z’n vrouw)
- Frans Vasen (Taplow)
- Bert Dijkstra (Frank Hunter)
- Rien van Noppen (rector Frobisher)
- Johan Wolder (Gilbert)
- Annemarie van Ees (mevrouw Gilbert)
- Wim Kouwenhoven (Fletcher)

## Inhoud
Op de laatste schooldag komt op een privéschool voor jongens een nieuwe leraar aan om al wat vertrouwd te raken. Zijn voorganger, Crocker-Harris, wordt daar erg gehaat, maar zijn jongere vrouw lijkt geliefder te zijn, en niet alleen bij de leerlingen. Er ontstaan spanningen die deze dag zullen maken tot een dag die niemand in de school ooit zal vergeten.